# Korea International Exhibition Center
El Korea International Exhibition Center (en hangul, 킨텍스), comúnmente conocido como KINTEX, es un centro de convenciones y exposiciones ubicado en Ilsanseo-gu, Goyang, Provincia de Gyeonggi, aproximadamente a 23 kilómetros (14 millas) de Seúl, Corea del Sur. Comprende dos centros de exhibición, uno de los cuales está conectado con el edificio de oficinas de su empresa matriz KINTEX Inc., y es el recinto MICE más grande de Corea del Sur.

## Historia
- Abril de 1999: Se confirmó para la ciudad de Goyang la construcción de un Centro Internacional de Exposiciones.
- Febrero de 2002: El Centro Internacional de Exposiciones de Goyang se tituló oficialmente KINTEX (Centro Internacional de Exposiciones de Corea).
- Marzo de 2003: Lanzamiento de KINTEX CI.
- Abril de 2005: Gran Inauguración del primer Centro KINTEX.
- Diciembre de 2006: Cambio de razón social a KINTEX y realización del estudio de factibilidad del segundo recinto ferial.
- Julio de 2007: Verificada la validez para construir el segundo recinto ferial.
- Diciembre de 2008: Designación del Consorcio de Ingeniería y Construcción de Hyundai para construir el segundo centro de exposiciones.
- Julio de 2009: Inicio de la Construcción del segundo recinto ferial.

## Detalles
Es un edificio de tres pisos en un terreno de 224,800 m2 (2,420,000 pies cuadrados) entre la carretera central de Ilsan, Chungangno, y el Río Han. Tiene un área total de exhibición interior de 108,049 m2 (1,163,030 pies cuadrados), el único centro de exhibición en Corea del Sur que tiene un área mayor a 100,000 m2 (1,100,000 pies cuadrados). Poco después de su apertura, fue sede del Salón del Automóvil de Seúl de 2005.

## Instalaciones
- Área de exhibición interior:
  - Primer centro de exposiciones (53,541 m2).
  - Segundo centro de exposiciones (54,508 m2).
- Área de exhibición al aire libre:
  - Primer centro de exposiciones (2,849 m2).
  - Segundo centro de exposiciones (68,000 m2).
- Sala de eventos: Capacidad para 6.000 asientos.
- 26 salas de reuniones.
- Gran salón de baile.

## Eventos y exhibiciones
Como el centro de exposiciones más grande del país, KINTEX ha albergado muchas ferias comerciales regionales (organizadas por KOTRA), así como convenciones y exposiciones internacionales. Es la sede principal de la Bienal del Salón del Automóvil de Seúl y es una de las sedes del Festival Internacional de las Flores de Goyang.
Kintex celebró el Harvard WorldMUN 2015 y fue sede del Campeonato Mundial de Debate Universitario en 2021.

### Deportes
KINTEX fue la sede del Campeonato Mundial de Halterofilia de 2009 y del espectáculo de patinaje artístico All That Skate de 2010.

### Entretenimiento
El lugar ha sido sede de varios eventos, como el programa musical de fin de año de SBS Gayo Daejeon, los premios Mnet 20's Choice Awards 2013, Infinite Challenge Expo en diciembre de 2015 a enero de 2016, los premios tvN10 de 2016, la 31.ª edición de los Golden Disk Awards y, más recientemente, la etapa Booting Evaluations de la competición de supervivencia The Unit: Idol Rebooting Project. Los 32 Golden Disc Awards se llevaron a cabo en KINTEX del 10 al 11 de enero de 2018.